# Omroep Amersfoort
Omroep Amersfoort was een lokale omroep in de Nederlandse gemeente Amersfoort.
Omroep Amersfoort verzorgde een eigen televisiezender, radiostation, teletekst en internetsite. De zender zond informatie over Amersfoort en de regio Amersfoort (Leusden en Soest) uit.
Dit deden ze door middel van tekst-tv en dagelijkse reportages. Tot januari 2007 zonden zij ook een gedeelte van uit van de kerkdiensten van het Amersfoort Christelijk Centrum. In oktober dat jaar was zij begonnen met het uitzenden archiefmateriaal in verband met het 750-jarige bestaan van de stad Amersfoort in 2009 in het programma Uitgelicht.
Omroep Amersfoort is sinds 7 april 2011 18:00 uit de lucht vanwege financiële problemen. De omroep zat al vaker in de schulden. Het geduld van de schuldeisers was nu echt op en de gemeente maakte op 6 april 2011 bekend de subsidie van 160.000 euro per jaar te halveren naar 80.000 euro. Daarmee kon de omroep geen uitzendingen meer maken. Het bestuur van de omroep besloot daarom de uitzendingen te staken. Daarmee verdwenen de website, en de twee radiozenders Bingo FM en Regio FM. 
Mediagroep EVA heeft sindsdien de zendtijd op de televisie van Amersfoort en Leusden overgekomen. EVA maakt voor zowel voor televisie als radio diverse programma's. 